# Enduro

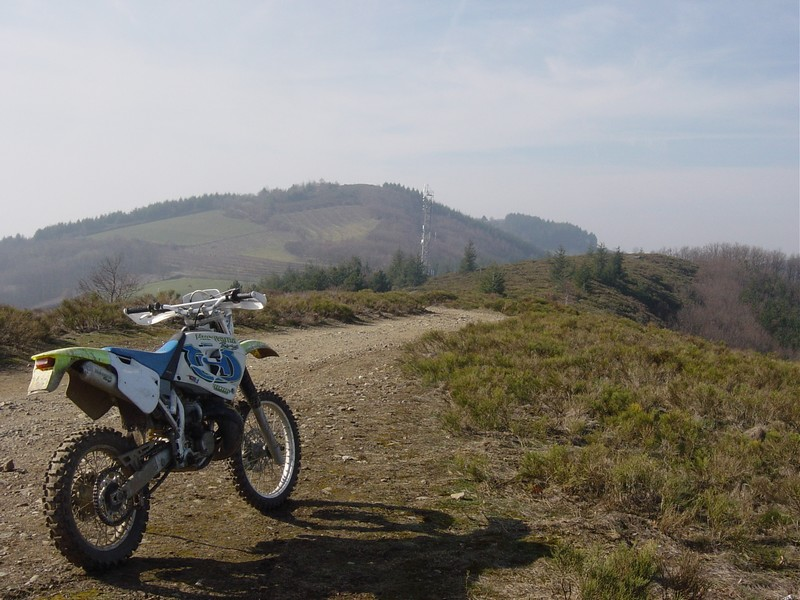
Una moto da enduro nel suo terreno ideale

L'Enduro, fino agli anni settanta denominato Regolarità, è una specialità del motociclismo che si concretizza in gare di regolarità su percorsi prevalentemente sterrati, con medie velocistiche e tempi d'impiego prefissati, nel rispetto del codice della strada vigente.

## Origine
Il termine enduro deriva dall'inglese e francese "endurance", cioè "resistenza", infatti tale disciplina si pratica principalmente su strade sterrate e mulattiere con qualsiasi condizione del terreno e meteorologica, richiedendo quindi una notevole resistenza fisica ai piloti.
Tale disciplina è nata e si è evoluta in Europa ed è poi dilagata nel resto del mondo riscuotendo molto successo.

## Descrizione

### Le motociclette
Le motociclette da enduro differiscono dalle motociclette da motocross, in quanto devono rispettare le norme imposte dal codice della strada. Possono infatti circolare sulle strade aperte al traffico, essendo provviste di impianto di illuminazione (fari), indicatori di direzione, targa, terminale di scarico e pneumatici omologati. Inoltre naturalmente devono avere i documenti di circolazione e la loro guida su strada necessita di patente adatta al mezzo.

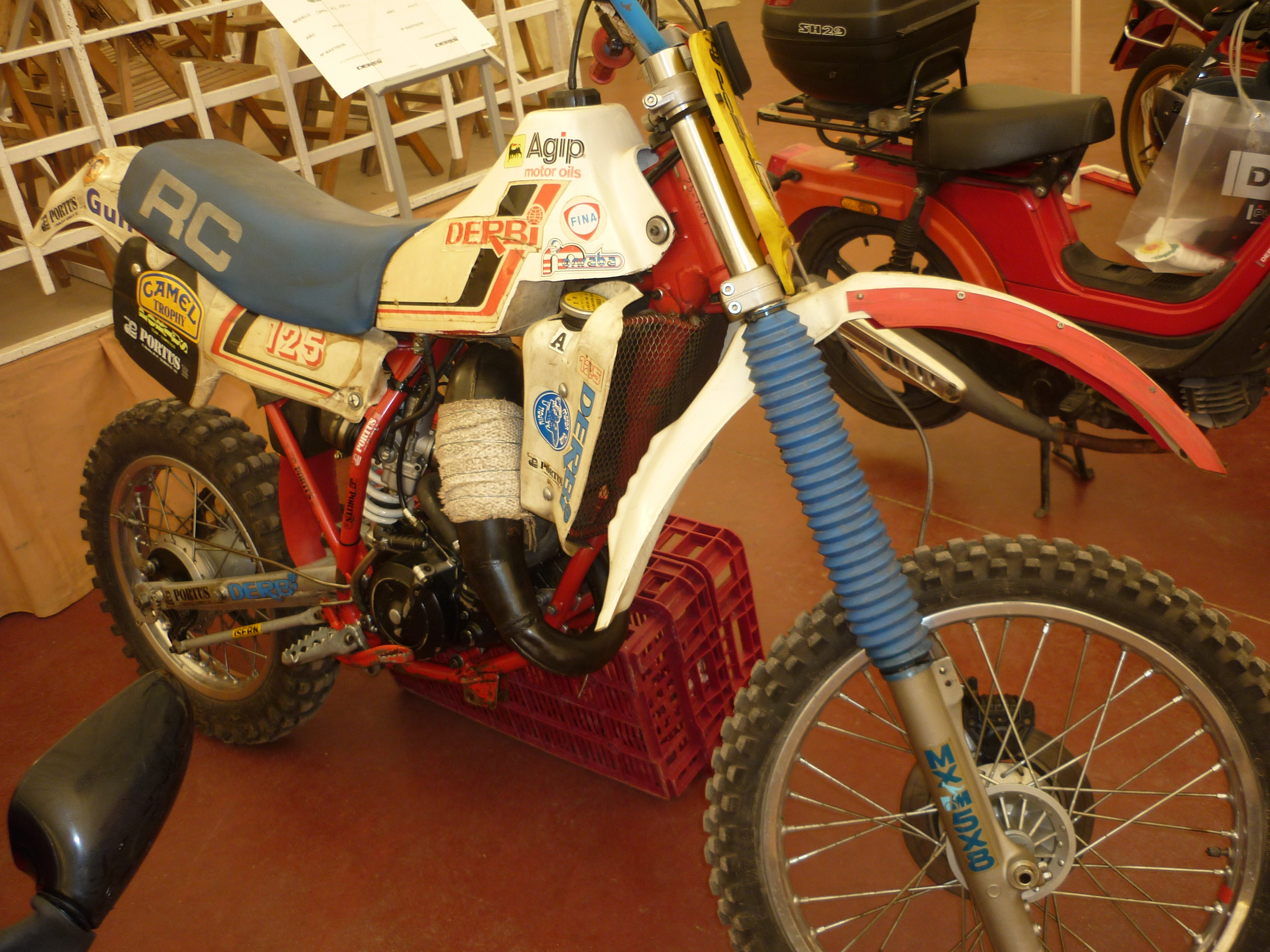
Una Derbi RC 125 da enduro del 1983. Si notino i soffietti a protezione della forcella

Poiché, come nel cross, le motociclette non hanno necessità aerodinamiche, esse non presentano alcun tipo di carenatura. La carrozzeria è dunque limitata ai parafanghi, a piccoli fianchetti laterali a protezione del telaio, dello scarico, della cassa filtro ed ai convogliatori d'aria per i radiatori. 
Data l'alta probabilità di caduta in questo sport, i vari pezzi che compongono la carrozzeria sono prodotti in polipropilene, un polimero semicristallino caratterizzato da un elevato carico di rottura.
La ciclistica (telaio e sospensioni) deve essere in grado di assorbire le asperità del terreno accidentato e deve assicurare la trazione anche su terreni difficili come fango e ghiaia.
Anteriormente la sospensione, detta forcella, è molto robusta e presenta una elevata escursione. Spesso gli steli sono protetti da sporcizia e detriti tramite l'utilizzo di copristeli in gomma. Tuttavia questa pratica è divenuta superflua con l'utilizzo delle più moderne forcelle "rovesciate" che possono essere protette con l'installazione di sottili profili in materiale plastico fissati al piedino della forcella stessa.
Anche al posteriore si trovano sospensioni dalla elevata escursione. Come nel motocross, l'evoluzione tecnica delle motociclette ha portato negli anni al progressivo abbandono della soluzione a due ammortizzatori laterali per abbracciare pressoché universalmente quella del monoammortizzatore, dotato o meno di leveraggi progressivi.
Il peso medio di una motocicletta da enduro può variare dagli 80 kg di un ciclomotore, ai quasi 140 kg per moto di grande cilindrata.
Ulteriori differenze rispetto alle "sorelle" da cross possono risiedere nella rapportatura (e nel numero di rapporti) del cambio e nelle caratteristiche di erogazione dei motori.

## Le gare

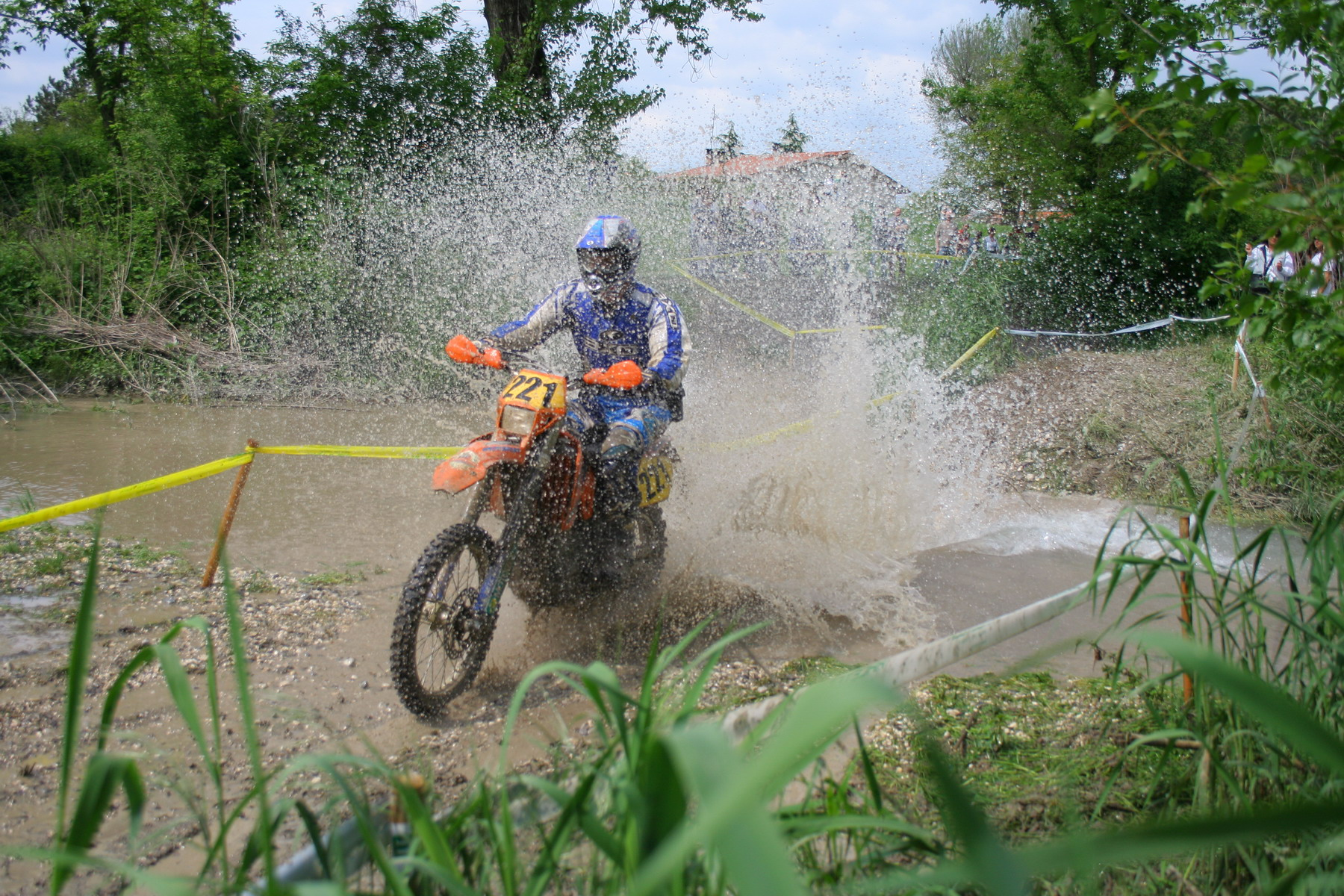
Guado in una prova speciale enduro

Le gare di cross sono gare di velocità, in cui diversi piloti partono tutti insieme, e il vincitore è il primo concorrente a tagliare il traguardo. Nell'enduro, invece, i piloti partono uno dopo l'altro distanziati di alcuni secondi; non c'è quindi una diretta competizione tra i vari concorrenti.
Agli albori di questa disciplina, come fa intuire il nome "Regolarità", il vincitore di una gara era il pilota in grado di percorrere il tratto stabilito rispettando la velocità media indicata dagli organizzatori, con penalità che venivano inflitte per ogni secondo di anticipo o di ritardo all'arrivo al traguardo (o ad un "controllo orario" posizionato lungo il tracciato). Al termine delle varie prove, la classifica veniva stilata sommando le penalità dei concorrenti: veniva dichiarato vincitore il pilota con il minor numero di penalità. Inoltre, il mancato passaggio da uno dei controlli orari comportava la squalifica del concorrente, in quanto esso potrebbe aver deviato dal tracciato stabilito.
Tuttavia, non sempre la durezza dei percorsi scelti era in grado di fare selezione tra i piloti e i casi di concorrenti che chiudevano la gara con lo stesso numero di penalità erano tutt'altro che rari. Nel tempo sono stati quindi introdotti dei correttivi alla classifica includendo nel fine settimana di gara anche alcune prove cronometrate (in fettucciato o "in linea"), dette "prove speciali" e anche delle vere e proprie prove di motocross.
Esistono diverse tipologie di competizioni enduro, diverse tra loro per metodi di svolgimento e validità, esse sono:

### Enduro

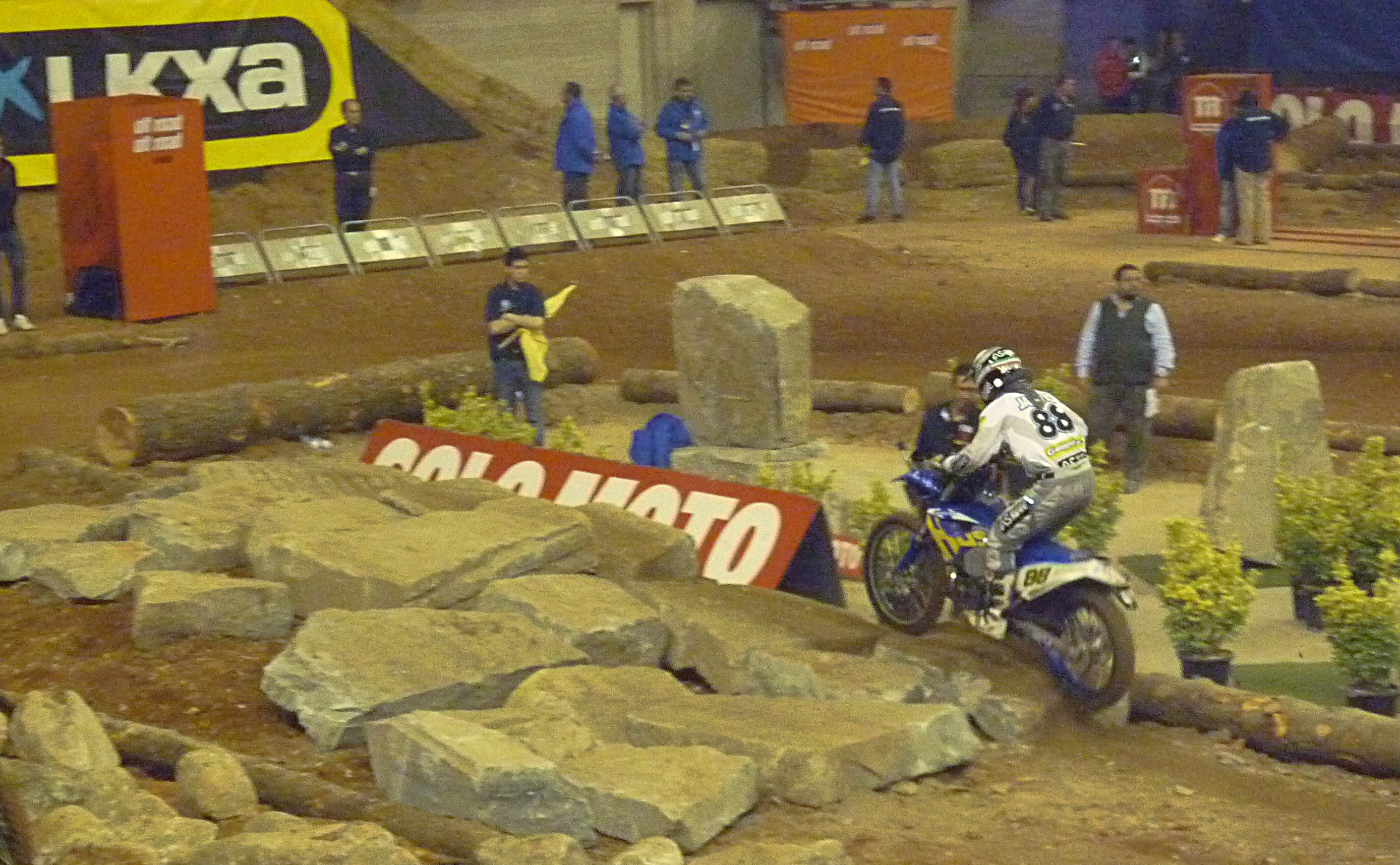
Una gara di enduro indoor

Le gare di enduro sono principalmente gare di durata in linea. Sono strutturate secondo un percorso di difficoltà e lunghezza variabile, da percorrere facendo attenzione a rispettare i controlli orari. All'interno del percorso vengono inserite le prove speciali, che sono dei tratti cronometrati. Esse si distinguono in: "fettucciati" che sono veri e propri circuiti in terra battuta simili a quelli di motocross, "prove in linea" ed "estreme".
La classifica viene stilata in base al totale dei tempi cronometrati delle varie prove, tenendo conto di eventuali penalità causate dal mancato rispetto dei controlli orari o da altre infrazioni commesse sul percorso (come tagli del percorso stesso).
Nei maggiori campionati nazionali e internazionali, le classifiche vengono divise in base alle cilindrate delle motociclette partecipanti.
La massima espressione internazionale delle gare di enduro è rappresentata dal campionato mondiale (World Enduro Championship, WEC) e dall'ISDE (International Six Days Enduro), la cui prima edizione risale addirittura al 1913.
La ISDE (o sei giorni di enduro) è una competizione a squadre tra nazioni, in cui le selezioni dei vari paesi si sfidano per sei giorni consecutivi. Ogni selezione storicamente si distingue dalle altre per il colore del casco e della maglia.

#### Superenduro
Termine coniato dalla Federazione Internazionale di Motociclismo sul finire del 2011 per indicare le gare di enduro indoor, cioè le gare di enduro da svolgersi in luoghi chiusi (come arene o altri impianti sportivi). Tali gare consistono essenzialmente in una sorta di prova speciale sul circuito disseminato di ostacoli artificiali.
Dal 2008 la FIM organizza il campionato del mondo di superenduro, dedicato appunto a questa specialità.

### Hard race (ora denominato Enduro country)

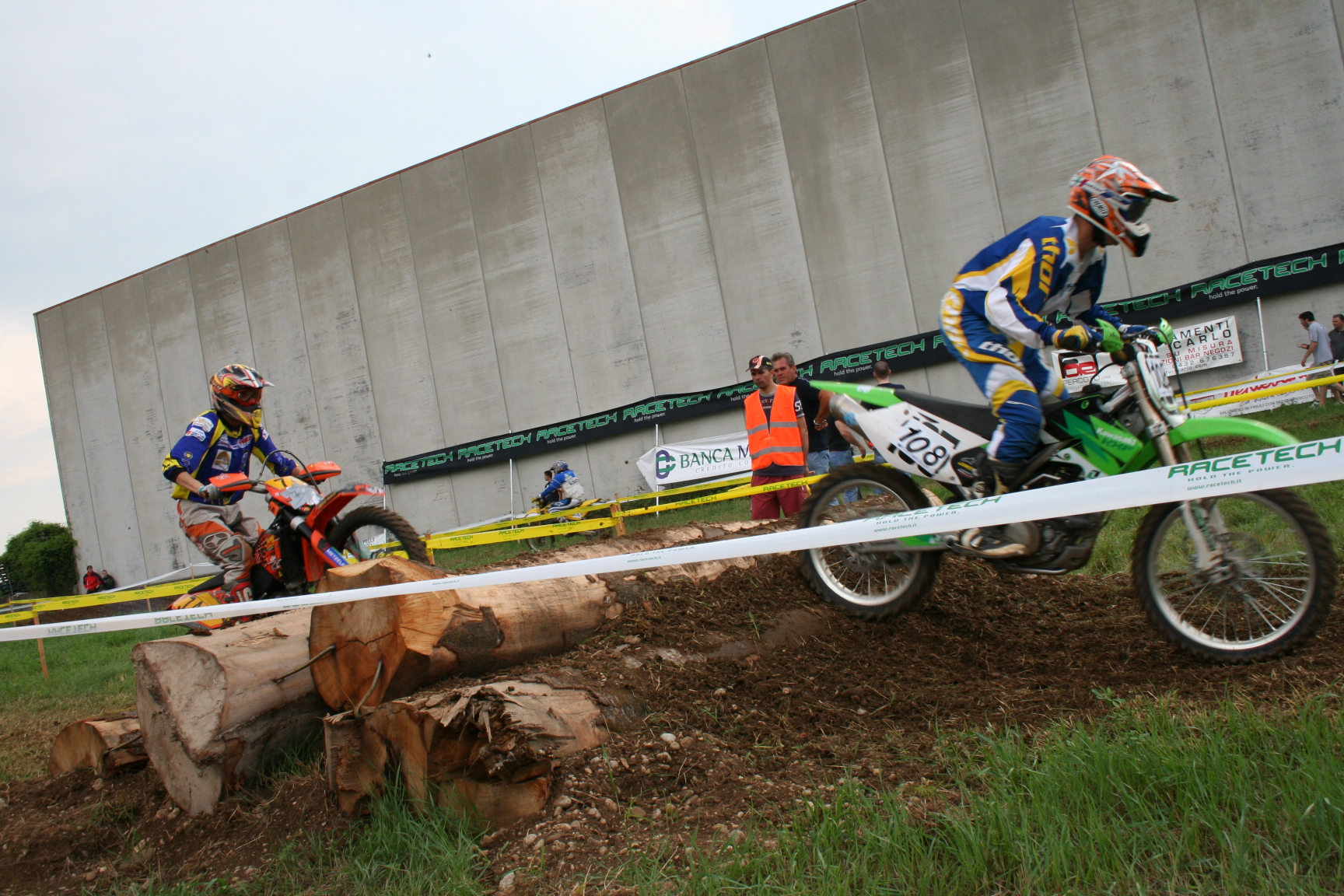
Passaggio sui tronchi in una gara Hard Race

Questa tipologia di competizione consiste in una gara di resistenza su circuito chiuso con la presenza o meno di ostacoli naturali o artificiali della durata di 4-6-8-12 ore, da eseguire in squadre a coppie (hard race a coppie) o in solitaria (hard race Marathon). Coppie e marathon partecipano contemporaneamente negli stessi eventi, ma per la categoria marathon la durata di ogni singola gara equivale alla metà del tempo complessivo imposto alle coppie (quindi 2h sulle gare di 4h, 3h sulle gare da 6h, ecc.).
Le classifiche finali vengono eseguite in base alle categorie di gara:
- Marathon: classe unica per partecipanti in solitaria
- Classe A: coppie con entrambe le moto a due tempi
- Classe B: coppie con entrambe le moto a quattro tempi
- Classe C: coppie con una moto 2T e una 4T

Vince ovviamente chi compie più giri nel tempo massimo imposto.
Sono generalmente ammessi alla manifestazione tutti i conduttori di moto da enduro e da cross (anche con moto non immatricolate) possessori di una particolare licenza (FMI in Italia).

### Motorally

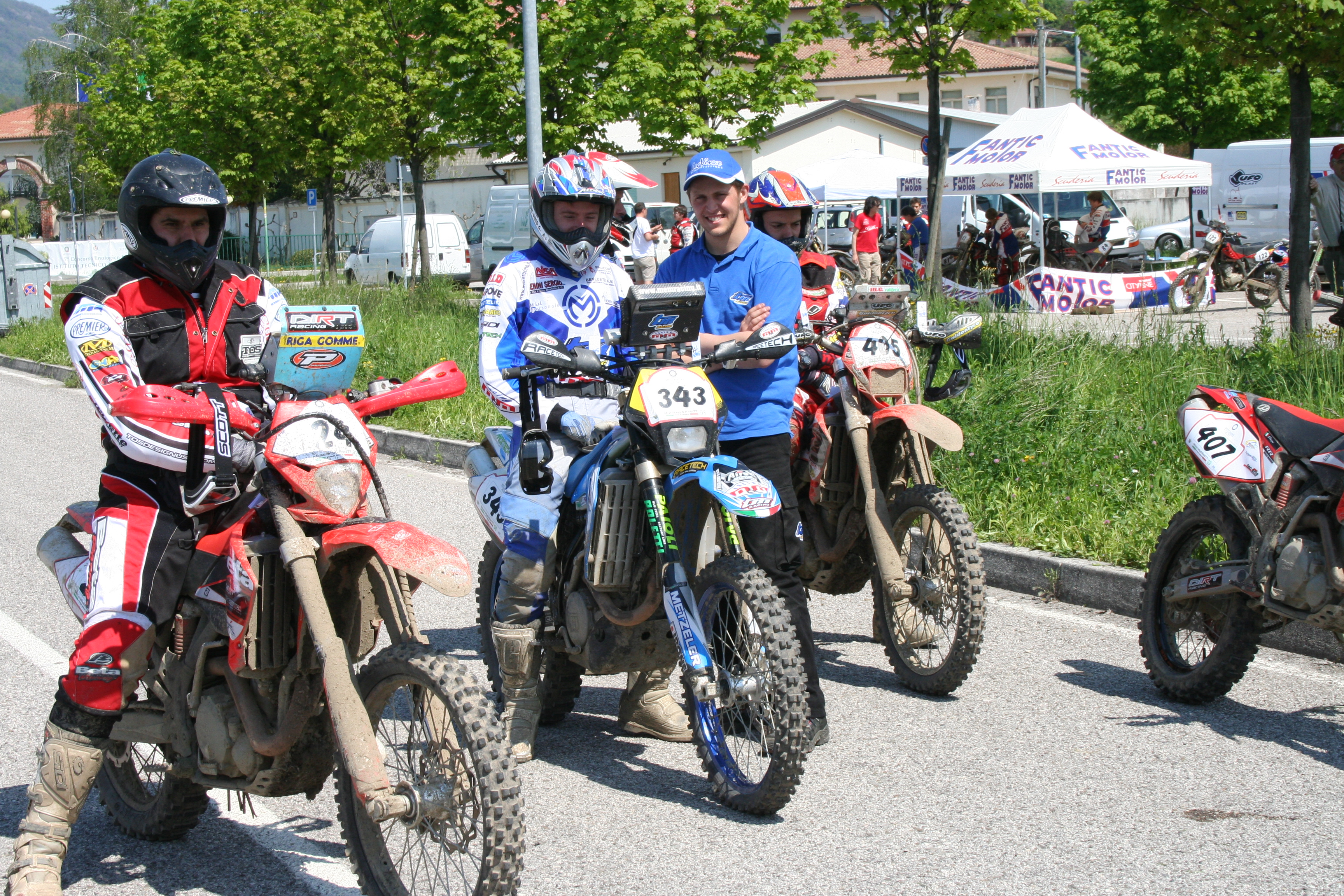
Alcuni concorrenti alla partenza del motorally: notare il roadbook sulle moto

Categoria chiamata anche Cross Country Rallye o, in italiano Rally tutto terreno, che consiste in una gara enduro in "navigazione". La gara si svolge su un territorio aperto e segue lo schema della classica gara di enduro, ovvero partenza-CO1-CO2-...-COx-arrivo. Ogni partecipante deve giungere al punto di controllo successivo coprendo un certo percorso solamente aiutato dal proprio orientamento e dal roadbook consegnato ad inizio gara. L'abilità del pilota sta proprio nel coprire il percorso nel minor tempo possibile seguendo le indicazioni del roadbook senza perdersi.
Alcune gare hanno partenza, CO e arrivo nello stesso punto, ma è possibile che ad ogni giro il percorso da seguire cambi. La tecnologia aiuta i piloti: nelle gare più difficoltose possono sfruttare apparecchi GPS e simili per non perdere l'orientamento. Un classico esempio di competizione simile a questo genere è la Parigi-Dakar.
Le moto utilizzate in questa specialità sono spesso diverse da quelle utilizzate nelle normali gare di enduro anche a causa delle grandi distanze da percorrere. Sono quindi dotate di serbatoi supplementari e kit di primo soccorso.

### Regolarità
Questa tipologia consiste in una gara enduro svolta nel modo più costante possibile e nel massimo rispetto dei tempi imposti, infatti tale categoria i piloti devono percorrere il tragitto o compiere i giri del circuito nel tempo imposto per non incorrere in penalità.
In queste competizioni infatti non vi è l'agonismo come elemento principale, ma la regolarità con cui si affronta il tracciato, da cui prende il nome la disciplina. Questo tipo di gare sono quelle che più si avvicinano al concetto iniziale di questa specialità, ma sono attualmente relegate a campionati minori e a manifestazioni per moto d'epoca. Ne esiste anche una versione su asfalto.